# Kötcse
Kötcse is een plaats (község) en gemeente in het Hongaarse comitaat Somogy. Kötcse telt 520 inwoners (2001).